# Shigefumi Hino
Shigefumi Hino 日野 重文, född 1963, är en japansk grafisk designer och spelproducent hos Nintendo. Han är mest känd för att ha skapat Yoshi i Super Mario-serien. Super Mario World var det första spelet Shigefumi Hino arbetade på. Shigefumi Hino har tillsammans med Masamichi Abe skapat de bägge spelen Pikmin och Pikmin 2.

## Fotnoter
1. ↑  läs online, www.mobygames.com .[källa från Wikidata]